# جون كالدويل (سياسي أمريكي)
جون كالدويل (بالإنجليزية: John Caldwell)‏ هو سياسي أمريكي، ولد في 22 سبتمبر 1758 في مقاطعة برينس إدورد في الولايات المتحدة، وتوفي في 19 نوفمبر 1804.